# Убивство поліцейських у Дніпрі
Убивство поліцейських у місті Дніпро — подія, що викликала великий резонанс в Україні. Це перший випадок загибелі патрульних поліцейських при виконанні службових обов'язків в історії України.
Убивство поліцейських у Дніпрі стало формальним приводом для розробки концепції 14 жорстких законодавчих змін щодо розширення повноважень правоохоронців, деякі з яких правозахисники вважають неприйнятними.

## Перебіг подій
Вранці 25 вересня 2016 року близько 10:00 поблизу Дніпровського автовокзалу екіпаж патрульної поліції в складі співробітників поліції Артема Кутушева й Ольги Макаренко затримав автомобіль марки «Citroen», який проїхав на заборонний сигнал світлофора. При затриманні на поліцейських не було бронежилетів, свою нагрудну камеру увімкнув лише Кутушев.
Затриманий Олександр Пугачов почав сперечатися з поліцейськими і вимагав відпустити його. Після відмови затриманий зробив кілька пострілів у поліцейських, убивши Кутушева і важко поранивши Макаренко. Кутушев встиг зробити постріл, поранивши Пугачова в живіт. Зловмисник заволодів табельною зброєю Кутушева і спробував сховатися у своєму автомобілі. Однак його автомобіль було заблоковано маршрутним мікроавтобусом Валерія Тімоніна, який став свідком події. Пугачов зробив кілька пострілів по мікроавтобусу і, погрожуючи зброєю, змусив Тімоніна звільнити йому дорогу. Потім Пугачов поїхав з місця злочину.
Ольгу Макаренко доправили до міської лікарні № 19, але лікарі не змогли врятувати її життя: вона померла того ж дня в лікарні під час операції.
Олександр Пугачов був затриманий того ж дня в лікарні ім. Мечникова в Дніпрі після його звернення за допомогою щодо поранення. Після затримання йому було надано медичну допомогу, його було залишено в лікарні під вартою.
28 вересня пораненого нападника прооперували і зняли з апарату штучної вентиляції легень, він знаходиться у свідомості. Також йому було зроблено резекцію тонкого кишковика, перебитого в 4-х місцях, ушивання поранення печінки, витягнуто 9-міліметрову кулю. Після допиту 37 свідків подій і проведення експертиз слідчі довели вину підозрюваного у вбивствах.

## Підозрюваний
Олександр Андрійович Пугачов, 6 січня 1973 року народження, громадянин України, уродженець міста Мічурінська Тамбовської області, раніше судимий. Проживав у Чистяковому на Донеччині, останній рік — у Дніпрі. Учасник АТО, колишній боєць роти спецпризначення «Торнадо». На момент події 25 вересня 2016 року Пугачов більше року перебував у розшуку за підозрою в скоєні тяжких злочинів під час служби в складі роти «Торнадо».

## Загиблі поліцейські
| Ранг      | Прізвище та ім'я | Рік народження | Стать   | Місце проживання |
| --------- | ---------------- | -------------- | ------- | ---------------- |
| Лейтенант | Артем Кутушев    | 1989           | чоловік | Дніпро           |
| Лейтенант | Ольга Макаренко  | 1980           | жінка   | Дніпро           |

## Реакція на події

### Реакція влади
- Президент Петро Порошенко, Міністр МВС Арсен Аваков і Шеф Поліції Хатія Деканоїзде висловили співчуття сім'ям загиблих.
- Мер Дніпра Борис Філатов оголосив 26 вересня днем жалоби у місті.
- Шеф Поліції Хатія Деканоїзде розглядає проект про заборону для водіїв покидати авто без дозволу поліцейських, що його зупинили.[9]
- Сім'ям загиблих поліцейських планують виділити квартири і грошові компенсації.[10]
- Водія маршрутного таксі Валерія Тімоніна, що намагався зупинити вбивцю, нагороджено Іменною вогнепальною зброєю («Форт-17»)[11]
- Поліцейським, що загинули, планують встановити пам'ятний знак.[12]

### Реакція суспільства
- Одразу після повідомлення у ЗМІ трагедії у місті Дніпро люди масово приносили квіти до будівлі місцевого відділення Національної Поліції.
- 26 вересня 2016 року у місті Полтаві відбувся автопробіг-реквієм на вшанування загиблих поліцейських.

## Розслідування
Кіровський районний суд Дніпра розпочав розгляд справи відносно Пугачова 17 лютого 2017 року. 8 квітня 2019 року за скоєний злочин Олександра Пугачова було засуджено до довічного ув'язнення з конфіскацією майна..